# Wilbur Holland
Wilbur Holland (Phenix City, 8 novembre 1951 – Columbus, 15 ottobre 2022) è stato un cestista statunitense, professionista nella NBA, in Italia e in Francia.

## Carriera
Venne selezionato dagli Atlanta Hawks al quinto giro del Draft NBA 1975 (75ª scelta assoluta).